# Enaam Ahmed
Enaam Ahmed (Londres, Inglaterra, Reino Unido; 4 de febrero de 2000) es un piloto de automovilismo británico de ascendencia pakistaní. Ha sido campeón del Campeonato Mundial de Karting de la categoría KFJ en 2014, de Fórmula 3 Británica en 2017 y tercero del Campeonato de Fórmula 3 Japonesa en 2019.
Actualmente corre en la Indy Pro 2000.

## Carrera deportiva
Ahmed comenzó su carrera automovilística en el karting en 2010, en la que permaneció activo hasta 2014. En este período, ganó muchos campeonatos y se convirtió en campeón mundial en la clase KF Junior en 2014.
En 2015, Ahmed hizo el cambio a Formula Racing, haciendo su debut en Fórmula MSA con el equipo Arden International. Ganó una carrera en el último fin de semana en Brands Hatch, terminando octavo en el campeonato con 176 puntos. También ganó seis carreras en el campeonato de novatos y terminó como campeón con 440 puntos. También condujo casi todas las carreras en el Campeonato SMP de Fórmula 4 como piloto invitado y logró cinco victorias aquí, todas en el Auto24ring.
En 2016, Ahmed hizo el cambio a la Fórmula 3 Británica, jugando para el equipo Douglas Motorsport. Ganó una carrera en el circuito Snetterton Motor Racing y terminó quinto en el campeonato con 349 puntos. Además, condujo la mitad de las carreras en el Eurofórmula Open para el equipo DAV Racing, donde dos cuartos lugares en Silverstone y el Autodromo Nazionale Monza fueron sus mejores clasificaciones. Luego condujo el campeonato de otoño de BRDC Fórmula 3 para Carlin, en el que terminó dos de las tres carreras y ganó el campeonato.
A principios de 2017, Ahmed hizo su debut en la Toyota Racing Series de Nueva Zelanda con el equipo Giles Motorsport. Ganó una carrera en el Hampton Downs Motorsport Park y terminó sexto en el ranking con 586 puntos. Luego regresó a la BRDC Fórmula 3, nuevamente jugando para Carlin. Tuvo una temporada muy exitosa con trece victorias, incluidas las tres carreras en el primer fin de semana en Oulton Park, y se convirtió en un campeón convincente en la clase con 654 puntos. A la edad de diecisiete años, era el campeón más joven en esta clase y con trece victorias, batió el récord de 1983 de Ayrton Senna, que había ganado doce victorias.
En 2018, Ahmed hará su debut en el Campeonato Europeo de Fórmula 3 de la FIA, jugando para el equipo Hitech GP.
Al año siguiente, Ahmed se mudó a Japón para disputar el Campeonato de Fórmula 3 Japonesa con ThreeBond Racing, pero se cambió a B-MAX Racing with Motopark antes del comienzo de la temporada. Allí reclamó dos victorias en Fuji y Sugo para terminar tercero en el campeonato detrás de su compañero de equipo Sacha Fenestraz y el piloto de TOM'S, Ritomo Miyata.
Más tarde ese año, Ahmed participó en la prueba de FIA Fórmula 3 postemporada con Prema Powerteam. Terminó firmando para Carlin Buzz Racing para asociarse con Clément Novalak y Cameron Das en la Temporada 2020 del Campeonato de Fórmula 3 de la FIA. El 30 de julio, después de 6 carreras, Carlin anunció que Ahmed y sus patrocinadores se habían separado del equipo, siendo reemplazados por Ben Barnicoat.

## Resumen de carrera
| Temporada | Categoría                                 | Equipo                     | Carreras | Victorias | Poles | VR | Podios | Puntos | Pos. |
| --------- | ----------------------------------------- | -------------------------- | -------- | --------- | ----- | -- | ------ | ------ | ---- |
| 2015      | Fórmula MSA                               | Arden International        | 30       | 1         | 0     | 0  | 4      | 176    | 8.º  |
| 2015      | SMP Fórmula 4                             | Koiranen GP                | 15       | 5         | 2     | 0  | 7      | 0      | NC†  |
| 2016      | BRDC Fórmula 3                            | Douglas Motorsport         | 23       | 1         | 0     | 0  | 5      | 349    | 5.º  |
| 2016      | BRDC Fórmula 3 - Trofeo de Otoño          | Carlin                     | 3        | 2         | 2     | 0  | 3      | 99     | 1.º  |
| 2016      | Eurofórmula Open                          | DAV Racing                 | 8        | 0         | 0     | 0  | 0      | 49     | 11.º |
| 2017      | BRDC Fórmula 3                            | Carlin                     | 24       | 13        | 8     | 13 | 18     | 654    | 1.º  |
| 2017      | Toyota Racing Series                      | Giles Motorsport           | 15       | 1         | 0     | 1  | 2      | 586    | 6.º  |
| 2018      | Campeonato Europeo de Fórmula 3 de la FIA | Hitech Bullfrog GP         | 30       | 2         | 2     | 1  | 4      | 174    | 9.º  |
| 2018      | Gran Premio de Macao                      | Hitech Bullfrog GP         | 1        | 0         | 0     | 0  | 0      | N/A    | DNF  |
| 2019      | Campeonato de Fórmula 3 Japonesa          | B-Max Racing with Motopark | 20       | 2         | 1     | 1  | 8      | 63     | 3.º  |
| 2019      | Eurofórmula Open                          | Motopark                   | 2        | 0         | 0     | 1  | 2      | 37     | 15.º |
| 2019      | Gran Premio de Macao                      | Campos Racing              | 1        | 0         | 0     | 0  | 0      | N/A    | 22.º |
| 2019      | 9 Horas de Kyalami - Pro                  | R-Motorsport               | 1        | 0         | 0     | 0  | 0      | N/A    | 13.º |
| 2020      | Campeonato de Fórmula 3 de la FIA         | Carlin Buzz Racing         | 6        | 0         | 0     | 0  | 0      | 0      | 32.º |
| 2021      | Indy Pro 2000                             | RP Motorsport USA          | 7        | 0         | 0     | 1  | 0      | 138    | 12.º |
| 2021      | Indy Pro 2000                             | Juncos Hollinger Racing    | 2        | 0         | 0     | 0  | 1      | 138    | 12.º |
| 2022      | Indy Pro 2000                             | Juncos Hollinger Racing    | 18       | 0         | 0     | 0  | 5      | 338    | 3.º  |
| 2023      | Indy NXT                                  | Cape Motorsports           | 7        | 0         | 0     | 0  | 0      | 150    | 18.º |
| Fuente:   |                                           |                            |          |           |       |    |        |        |      |

- † Ahmed fue piloto invitado, por lo tanto no fue apto para sumar puntos.

## Resultados

### Campeonato de Fórmula 3 de la FIA
(Clave) (negrita indica pole position) (cursiva indica vuelta rápida puntuable)

| Año  | Escudería          | 1    | 1    | 2    | 2    | 3   | 3   | 4    | 4    | 5    | 5    | 6   | 6   | 7   | 7   | 8   | 8   | 9   | 9   | Pos. | Puntos | Ref.  |
| ---- | ------------------ | ---- | ---- | ---- | ---- | --- | --- | ---- | ---- | ---- | ---- | --- | --- | --- | --- | --- | --- | --- | --- | ---- | ------ | ----- |
| 2020 | Carlin Buzz Racing | SPI1 | SPI1 | SPI2 | SPI2 | BUD | BUD | SIL1 | SIL1 | SIL2 | SIL2 | BAR | BAR | SPA | SPA | MNZ | MNZ | MUG | MUG | 32.º | 0      | [ 2 ] |
| 2020 | Carlin Buzz Racing | 23   | 24   | 19   | 15   | 14  | 21  |      |      |      |      |     |     |     |     |     |     |     |     | 32.º | 0      | [ 2 ] |